# Hvalvík
Hvalvík [ˈkvalvʊik] és un poble situat a la costa est de l'illa de Streymoy, a les illes Fèroe. Forma part del municipi de Sunda i l'1 de gener del 2021 tenia 248 habitants. El seu nom significa "badia de les balenes".

## Situació
Hvalvík se situa al fons d'una vall d'origen glaciar per on discorre el riu Stórá. Aquest riu, que desemboca a l'estret de Sundini, serveix de frontera entre Hvalvík (al sud) i una altra entitat de població que s'anomena Streymnes (al nord). La població total dels dos nuclis supera les 550 persones.

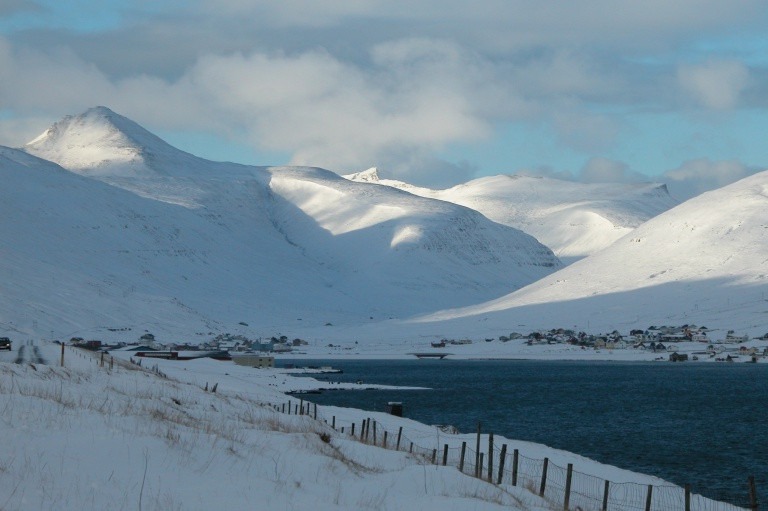
Hvalvík, a la dreta de la foto, durant l'hivern.

Hvalvík-Streymnes és un nucli habitat que ha crescut ràpidament els darrers anys, debut principalment a la seva proximitat amb Tórshavn, capital de les Fèroe, i la inauguració del pont de Streymin el 1973.

## Història
El poble surt mencionat per primer cop a les fonts al document de principis del segle xiv anomenat Hundabrævið, la "carta dels gossos".
L'església a Hvalvík és una església tradicional de fusta que data del 1829. Aquesta església es va haver de construir perquè l'antiga, del 1700, s'havia ensorrat durant una tempesta. És la tercera església més antiga de les Illes Fèroe, tot i que és la més antiga entre les esglésies de fusta negra tradicionals. L'església es va construir amb la fusta que es va comprar d'una nau que va encallar a Saksun el 1828. L'arquitectura és típicament feroesa, sense fonaments de pedra. El púlpit és del 1609 i estava originalment a l'Església de Tórshavn.

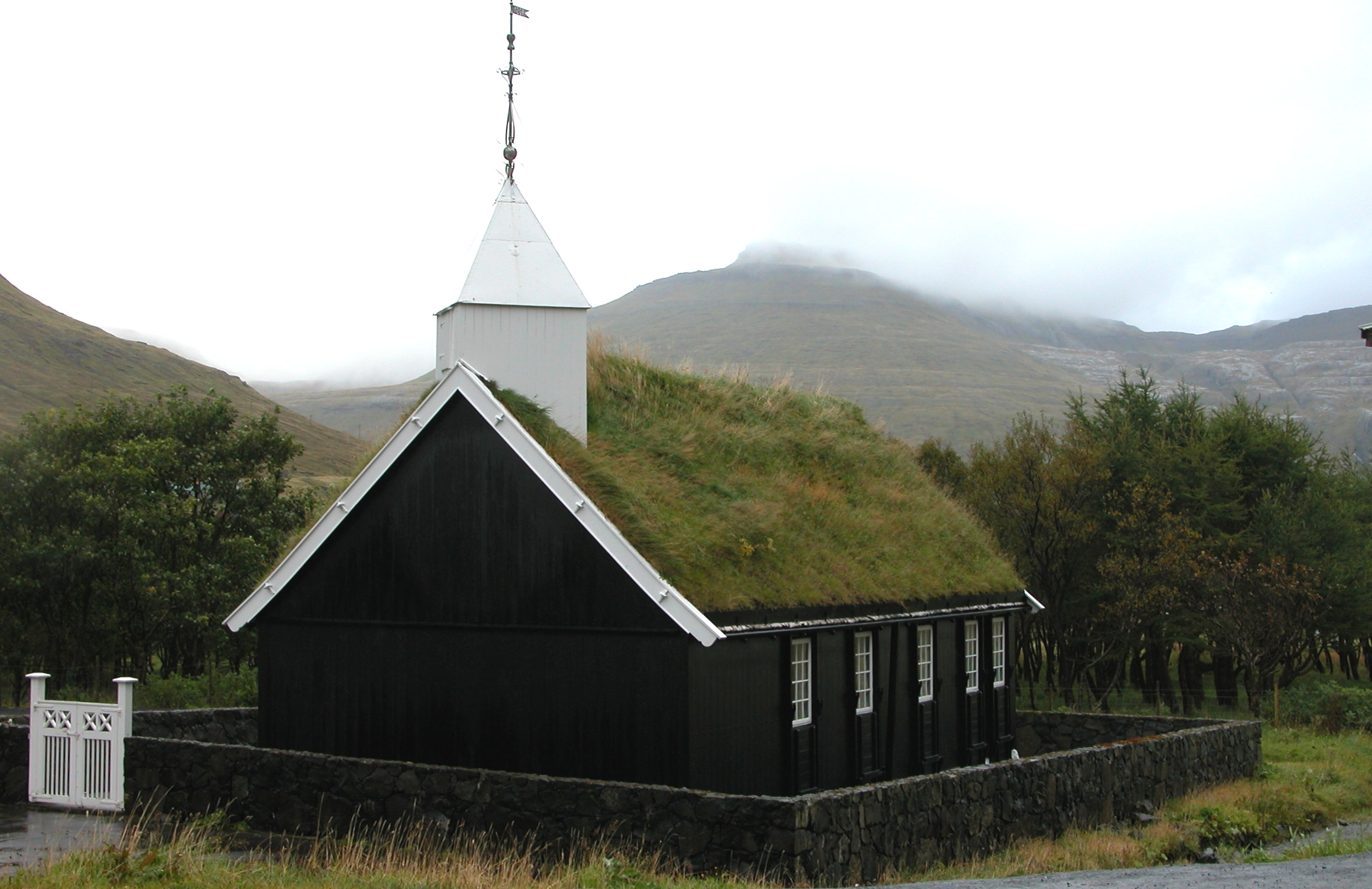
Església de Hvalvík.

Hvalvík es va constituir en municipi el 1913, que incloïa a més els pobles de Streymnes i Nesvík. El municipi es va dissoldre el 2005, quan els seus pobles van integrar-se en el municipi de Sunda.